# 6-Stunden-Rennen von Spa-Francorchamps 2019

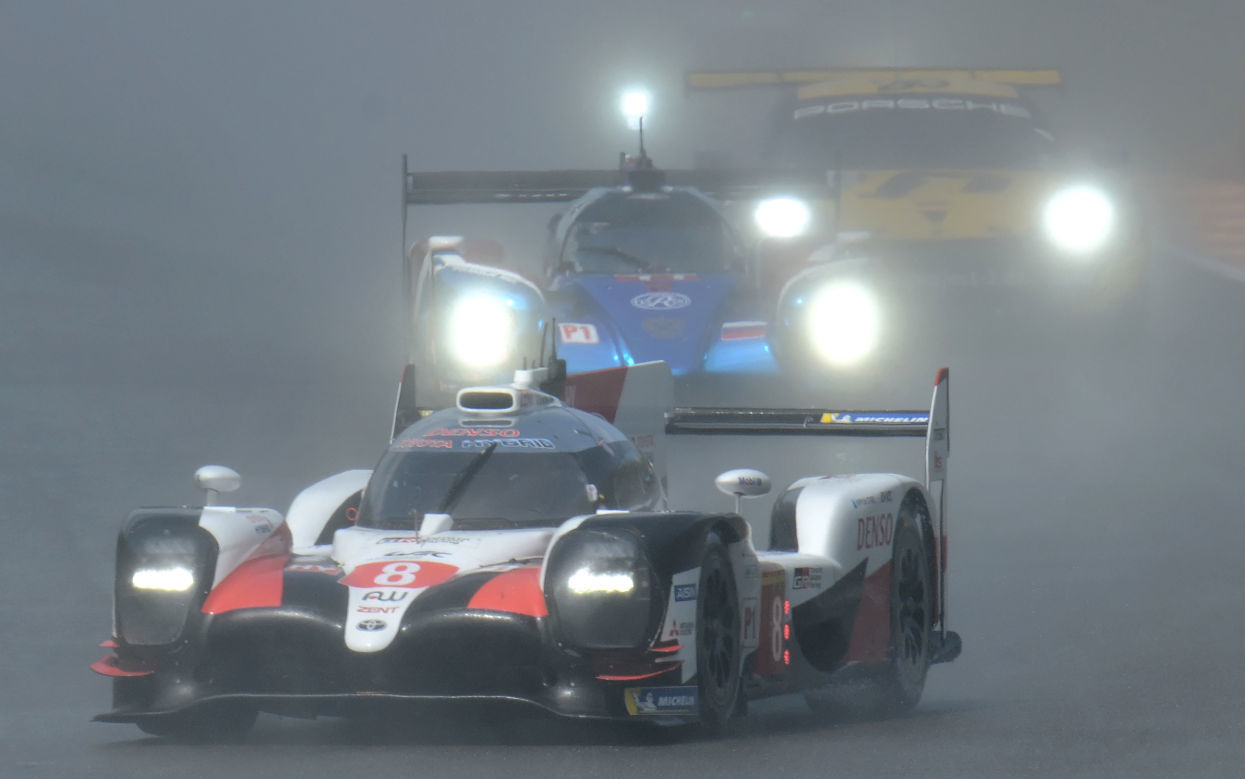
Der siegreiche Toyota TS050 Hybrid im Regen

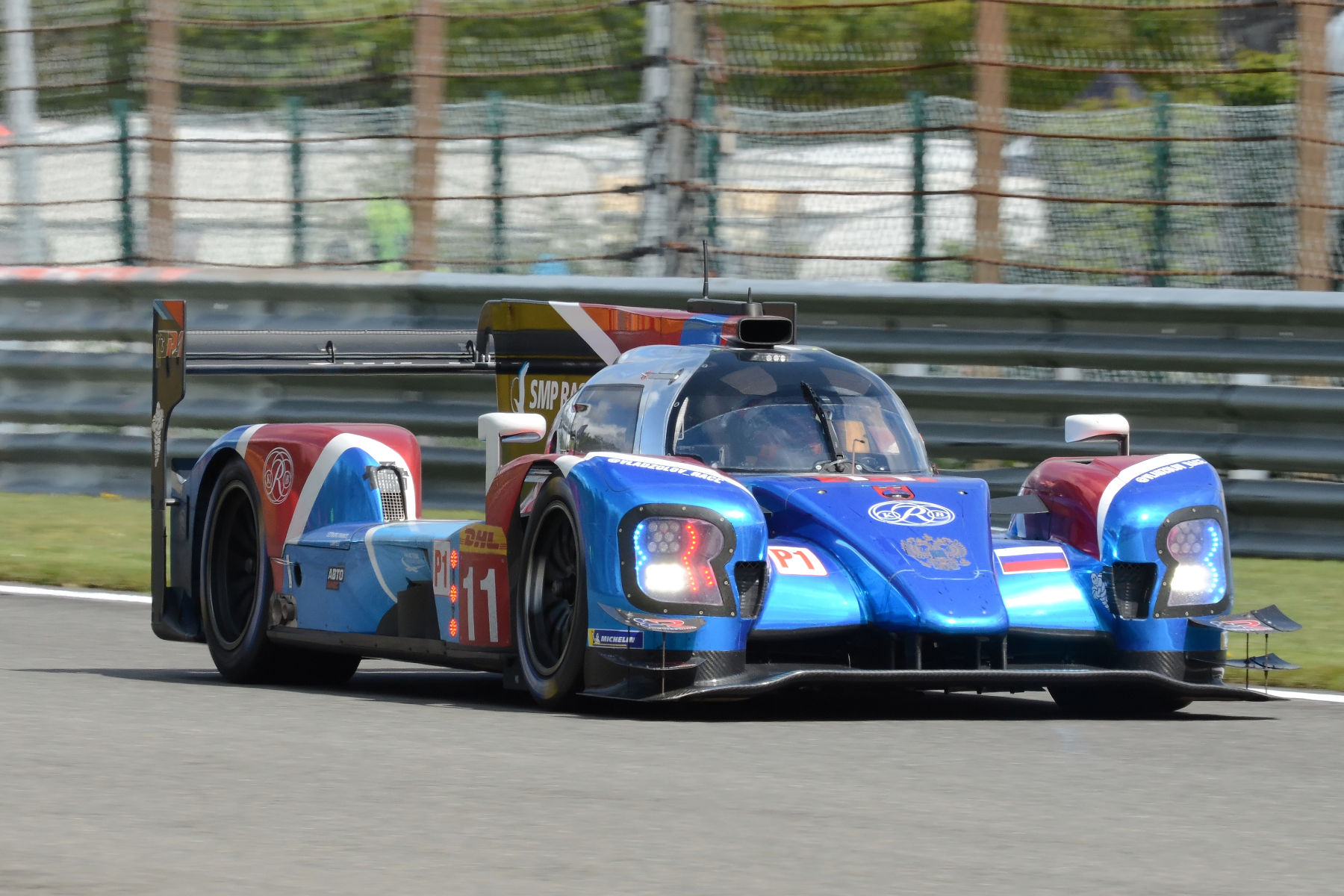
Der drittplatzierte BR Engineering BR1

Das achte 6-Stunden-Rennen von Spa-Francorchamps, auch Total 6 Hours of Spa-Francorchamps, war ein Langstreckenrennen, das am 4. Mai 2019 auf dem Circuit de Spa-Francorchamps stattfand. Es war das siebte Rennen der FIA-Langstrecken-Weltmeisterschaft 2018/19.

## Das Rennen
Das Rennen begann wie geplant um 13:30 Uhr Ortszeit mit einem sauberen Start unter akzeptablen Wetterbedingungen, welche sich jedoch schon nach wenigen Runden in Regenfälle sowie zu späteren Zeitpunkten auch Schneefall und Hagel umwandelten.  Aufgrund des Wetters entsandte die Rennleitung ein Safety Car. Nach der Wiederaufnahme des Rennens unter trockeneren Wetterbedingungen ereignete sich ein Unfall des Fahrzeugs mit der Startnummer #4, welches nach einem Kontakt mit dem Wagen mit der Startnummer #37 in die Schutzwand fuhr, was eine weitere Safety Car-Phase erforderte. Als zirka nach Ablauf der halben Rennzeit Schneefall und Hagel zurückkehrten, folgten zwei weitere Safety Car-Phasen, wobei während der letzteren das Rennen elf Minuten vor Schluss durch eine Rote Flagge beendet wurde. Trotz der enormen Anzahl von vier Safety Car-Perioden war während großer Teile des Rennens ein gewöhnlicher Rennbetrieb möglich. Aufgrund der Ergebnisse gewann Toyota nun schon vor Ende der Saison den Hersteller- und Teamtitel in der LMP1-Klasse sowie Porsche selbigen in der GTE Pro-Klasse.

## Ergebnisse

### Schlussklassement
| Pos. | Klasse    | Nr. | Team                      | Fahrer                                                    | Chassis                  | Runden |
| ---- | --------- | --- | ------------------------- | --------------------------------------------------------- | ------------------------ | ------ |
| 1    | LMP1      | 8   | Toyota Gazoo Racing       | Sébastien Buemi Kazuki Nakajima Fernando Alonso           | Toyota TS050 Hybrid      | 133    |
| 2    | LMP1      | 3   | Rebellion Racing          | Nathanaël Berthon Thomas Laurent Gustavo Menezes          | Rebellion R13            | 132    |
| 3    | LMP1      | 11  | SMP Racing                | Mikhail Aleshin Vitaly Petrov Stoffel Vandoorne           | BR Engineering BR1       | 132    |
| 4    | LMP1      | 17  | SMP Racing                | Stéphane Sarrazin Egor Orudzhev Sergey Sirotkin           | BR Engineering BR1       | 131    |
| 5    | LMP1      | 1   | Rebellion Racing          | Neel Jani André Lotterer Bruno Senna                      | Rebellion R13            | 130    |
| 6    | LMP1      | 7   | Toyota Gazoo Racing       | Mike Conway Kamui Kobayashi José María López              | Toyota TS050 Hybrid      | 129    |
| 7    | LMP2      | 31  | DragonSpeed               | Roberto González junior Pastor Maldonado Anthony Davidson | Oreca 07                 | 129    |
| 8    | LMP2      | 26  | G-Drive-Racing            | Roman Rusinov Job van Uitert Jean-Éric Vergne             | Oreca 07                 | 129    |
| 9    | LMP2      | 36  | Signatech Alpine Matmut   | Nicolas Lapierre André Negrão Pierre Thiriet              | Alpine A470              | 129    |
| 10   | LMP2      | 38  | Jackie Chan DC Racing     | Ho-Pin Tung Gabriel Aubry Stéphane Richelmi               | Oreca 07                 | 129    |
| 11   | LMP2      | 28  | TDS Racing                | François Perrodo Matthieu Vaxivière Norman Nato           | Oreca 07                 | 128    |
| 12   | LMP2      | 29  | Racing Team Nederland     | Frits van Eerd Giedo van der Garde Nyck de Vries          | Dallara P217             | 127    |
| 13   | LMP2      | 37  | Jackie Chan DC Racing     | David Heinemeier Hansson Jordan King Will Stevens         | Oreca 07                 | 127    |
| 14   | LMP2      | 50  | Larbre Compétition        | Erwin Creed Romano Ricci Nicholas Boulle                  | Ligier JS P217           | 126    |
| 15   | LMGTE Pro | 97  | Aston Martin Racing       | Alex Lynn Maxime Martin                                   | Aston Martin Vantage GTE | 124    |
| 16   | LMGTE Pro | 51  | AF Corse                  | Alessandro Pier Guidi James Calado                        | Ferrari 488 GTE          | 124    |
| 17   | LMGTE Pro | 92  | Porsche GT Team           | Michael Christensen Kévin Estre                           | Porsche 911 RSR          | 124    |
| 18   | LMGTE Pro | 82  | BMW Team MTEK             | Augusto Farfus António Félix da Costa                     | BMW M8 GTE               | 124    |
| 19   | LMGTE Pro | 67  | Ford Chip Ganassi Team UK | Andy Priaulx Harry Tincknell                              | Ford GT                  | 124    |
| 20   | LMGTE Pro | 71  | AF Corse                  | Davide Rigon Sam Bird                                     | Ferrari 488 GTE          | 124    |
| 21   | LMGTE Pro | 95  | Aston Martin Racing       | Marco Sørensen Nicki Thiim                                | Aston Martin Vantage GTE | 124    |
| 22   | LMGTE Pro | 91  | Porsche GT Team           | Richard Lietz Gianmaria Bruni                             | Porsche 911 RSR          | 124    |
| 23   | LMGTE Pro | 81  | BMW Team MTEK             | Martin Tomczyk Nick Catsburg                              | BMW M8 GTE               | 124    |
| 24   | LMGTE Pro | 66  | Ford Chip Ganassi Team UK | Stefan Mücke Olivier Pla                                  | Ford GT                  | 123    |
| 25   | LMGTE Am  | 77  | Dempsey-Proton Racing     | Christian Ried Riccardo Pera Matt Campbell                | Porsche 911 RSR          | 122    |
| 26   | LMGTE Am  | 90  | TF Sport                  | Salih Yoluç Euan Alers-Hankey Charlie Eastwood            | Aston Martin Vantage GTE | 122    |
| 27   | LMGTE Am  | 61  | Clearwater Racing         | Luís Pérez Companc Matteo Cressoni Matt Griffin           | Ferrari 488 GTE          | 122    |
| 28   | LMGTE Am  | 54  | Spirit of Race            | Thomas Flohr Francesco Castellacci Giancarlo Fisichella   | Ferrari 488 GTE          | 122    |
| 29   | LMGTE Am  | 56  | Team Project 1            | Jörg Bergmeister Patrick Lindsey Egidio Perfetti          | Porsche 911 RSR          | 122    |
| 30   | LMGTE Am  | 98  | Aston Martin Racing       | Paul Dalla Lana Pedro Lamy Mathias Lauda                  | Aston Martin Vantage GTE | 121    |
| 31   | LMGTE Am  | 86  | Gulf Racing               | Mike Wainwright Ben Barker Thomas Preining                | Porsche 911 RSR          | 121    |
| 32   | LMGTE Am  | 70  | MR Racing                 | Motoaki Ishikawa Olivier Beretta Eddie Cheever III        | Ferrari 488 GT           | 120    |
| 33   | LMGTE Am  | 88  | Dempsey-Proton Racing     | Gianluca Roda Giorgio Roda Matteo Cairoli                 | Porsche 911 RSR          | 115    |
| 34   | LMP1      | 4   | ByKolles Racing Team      | Tom Dillmann Oliver Webb Paolo Ruberti                    | ENSO CLM P1/01           | 95     |

### Nur in der Meldeliste
Zu diesem Rennen sind keine weiteren Meldungen bekannt.

### Klassensieger
| Klasse    | Fahrer                  | Fahrer           | Fahrer           | Fahrzeug                 | Platzierung im Gesamtklassement |
| --------- | ----------------------- | ---------------- | ---------------- | ------------------------ | ------------------------------- |
| LMP1      | Sébastien Buemi         | Kazuki Nakajima  | Fernando Alonso  | Toyota TS050 Hybrid      | Gesamtsieg                      |
| LMP2      | Roberto González junior | Pastor Maldonado | Anthony Davidson | Oreca 07                 | Rang 7                          |
| LMGTE Pro | Alex Lynn               | Maxime Martin    |                  | Aston Martin Vantage AMR | Rang 15                         |
| LMGTE Am  | Christian Ried          | Riccardo Pera    | Matt Campbell    | Porsche 911 RSR          | Rang 25                         |

### Renndaten
- Gemeldet: 34
- Gestartet: 34
- Gewertet: 34
- Rennklassen: 4
- Zuschauer: unbekannt
- Wetter am Renntag: Regen, teilweise Schneefall
- Streckenlänge: 6,918 km
- Fahrzeit des Siegerteams: 5:44:41,101 Stunden
- Gesamtrunden des Siegerteams: 133
- Gesamtdistanz des Siegerteams: 920,094 km
- Siegerschnitt:
- Pole-Position: Mike Conway & Kamui Kobayashi – Toyota TS050 Hybrid (#7) – 1:53,742
- Schnellste Rennrunde: Mike Conway – Toyota TS050 Hybrid (#7) – 1:57,394
- Rennserie: 7. Lauf zur FIA-Langstrecken-Weltmeisterschaft 2018/19